# Штыб, Семён Митрофанович
Семён Митрофа́нович Штыб (4 февраля 1893, Таганрог, Российская империя — 23 ноября 1923, Владикавказ, Горская АССР, РСФСР) — российский государственный и военный деятель, участник Гражданской войны. Начальник Горского ГПУ НКВД РСФСР. Член ВКП(б) с 1915 года.

## Биография
Родился 4 февраля (23 января по старому стилю) 1893 года в Таганроге.
Окончил начальное училище. В 1915 году вступил в РСДРП.
В начале 1917 года в Таганроге разгорались революционные волнения и столкновения. Штыбу было поручено вывезти ценности банков Таганрога в город Царицын. В 1919 году назначается начальником особого отдела 4-й армии. В том же году стал начальником уральского ГПУ НКВД. В 1920 году вызван в Москву лично Ф. Э. Дзержинским. Штыб стал его первым помощником. В частности по поручениям Дзержинского он выезжал на польский фронт, на Кавказ, в Сибирь.
В 1921 году назначается начальником Новороссийского отдела Черноморской ЧК. В 1922-м — начальником Ставропольского ГПУ НКВД РСФСР, а в 1923-м начальником Горского ГПУ НКВД РСФСР.
Проживал в Доходном доме на Евдокимовской улице (в настоящее время этот дом является объектом культурного наследия).

## Гибель
23 ноября 1923 года в Горское ГПУ поступило сообщение о вооруженной краже стада крупного рогатого скота из Осетинской слободы в пригороде Владикавказа. Штыб лично выехал на этот вызов. В ходе перестрелки был убит грабителями.
Смерть Штыба стала поводом для репрессий на Кавказе и в Закавказье. Находившийся тогда в тюрьме Созерко Мальсагов впоследствии вспоминал: «Председателя Гор. ЧК (ЧК Горской республики) не тревожил вопрос, как мы, находившиеся в тюрьмах ЧК в момент гибели Штыбе и задолго до неё, могли иметь отношение к его убийству. Нас выстроили в два ряда, и если пастух останавливался напротив человека и издавал нечленораздельный звук или просто идиотски улыбался, этого было достаточно, чтобы человека, который привлек внимание полоумного мальчика, сделать причастным к убийству 'незабвенного товарища Штыбе'. Немедленно отдавался приказ: „Два шага вперед!“ И пуля посылалась в голову».
Перезахоронен в братской могиле с останками своего адъютанта Ивана Котова на Аллее Славы. Его могила является памятником истории культурного наследия федерального значения.

## Награды
- Орден Красного Знамени (1923)[4]
- Почётный чекист Республики
- Именное наградное оружие
- Именные золотые часы
- Почетный работник ВЧК-ГПУ (знак № 16)[2]

## Интересные факты
- Феликс Дзержинский подарил Штыбу свой портрет с подписью: «Дорогому Семену Митрофановичу в память о совместной борьбе против контрреволюции».

## Память
- Во Владикавказе именем Штыба в 1926 году названы площадь и улица, а также установлен бюст.
- Его могила на Аллеи Славы во Владикавказе является объектом культурного наследия.
- В Таганроге в память Штыба 7 августа 1929 года была переименована Михайловская ул. в Скараманговке.

## Галерея

Мемориальная доска, установленная на доме № 35 на улице Максима Горького. Установлена в 1963 году.
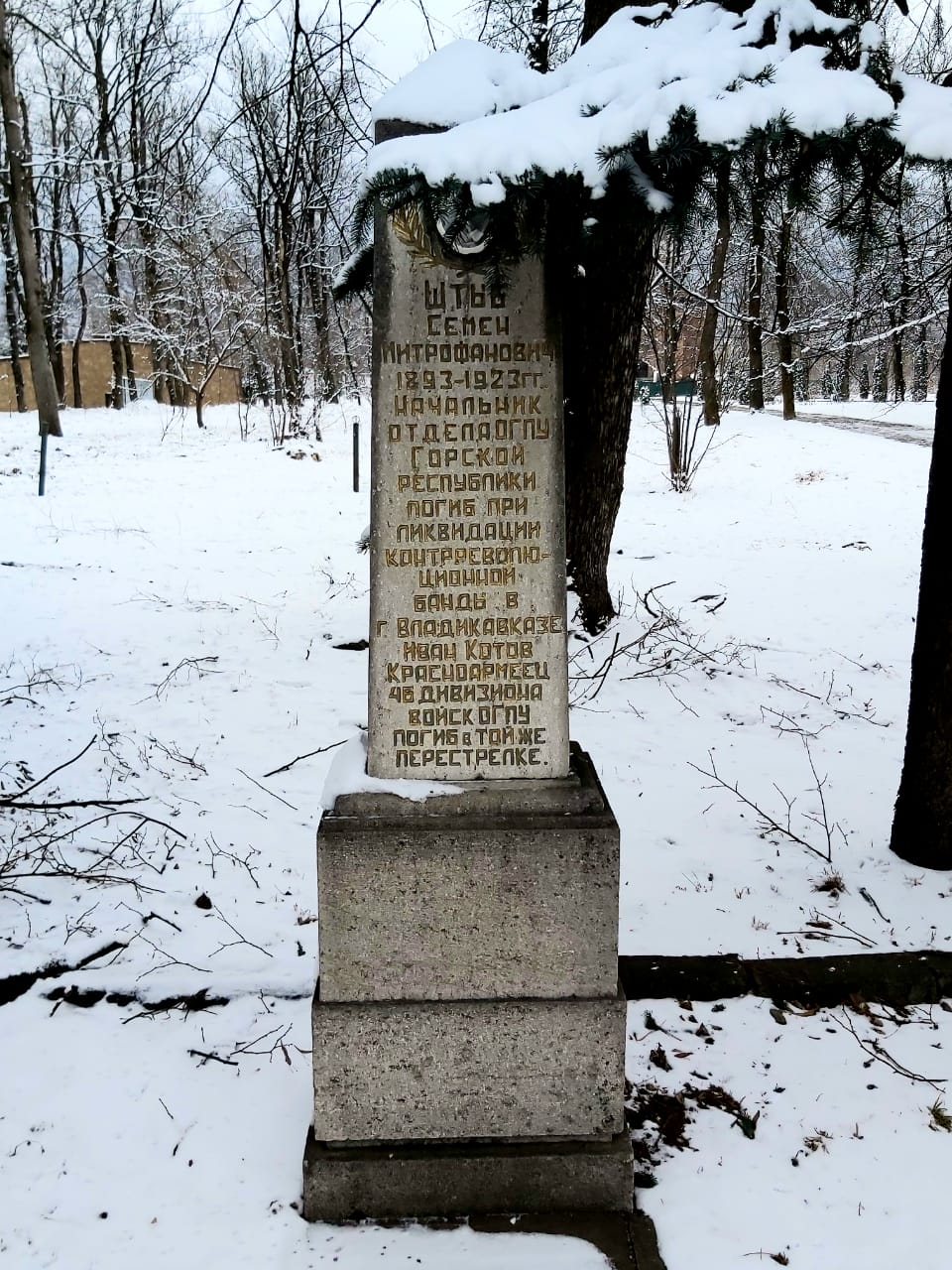
Могила Семёна Штыба, Аллея Славы. Объект культурного наследия.
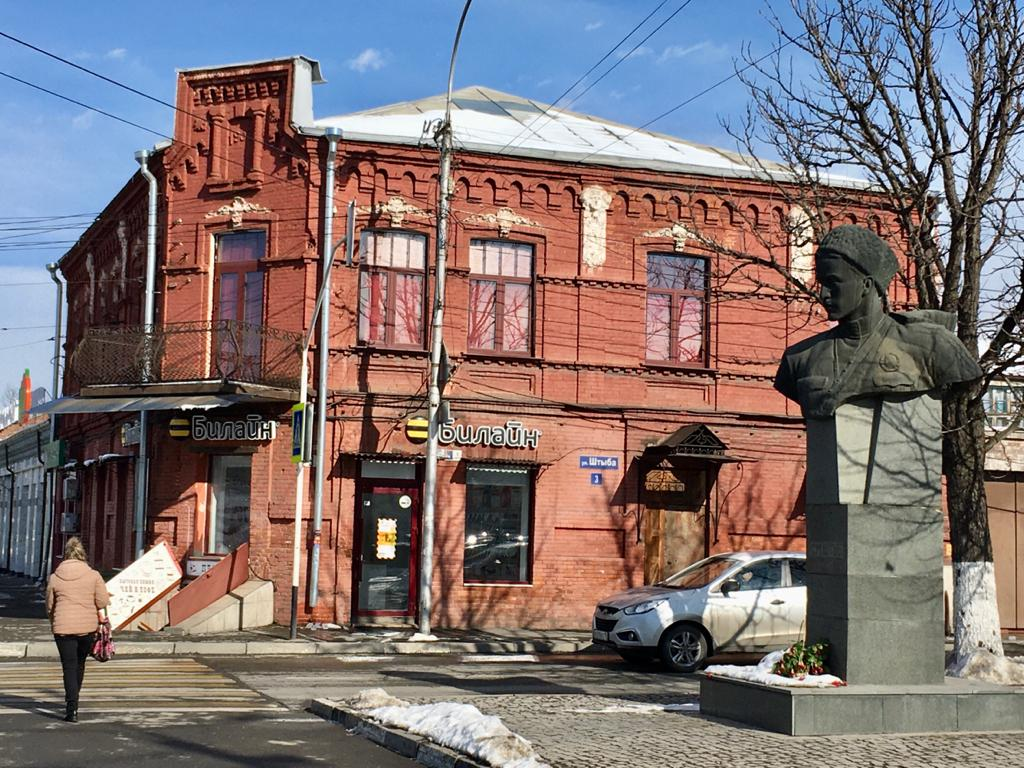
Бюст Семёна Штыба в начале Аллеи на улице Штыба